# Слике из живота ударника
 Слике из живота ударника  је југословенски филм из 1972. године . Режирао га је Бахрудин Бато Ченгић по сценарију Бранка Вучићевића.